# Hotchkiss M1909
Das Hotchkiss M1909 ist ein französisches Maschinengewehr, das Anfang des 20. Jahrhunderts entwickelt, von Hotchkiss et Cie produziert und als Hotchkiss Mark I, Hotchkiss Portative oder auch M1909 Benet-Mercie und Benét-Mercié Machine Rifle bekannt wurde.

## Beschreibung
Die Waffe wurde als leichtes MG mit nur 25 Einzelteilen konzipiert. Der Ursprungsentwurf basierte auf den Entwicklungen von Adolf Odkolek von Újezd. Gegenüber dem originalen Hotchkiss-Entwurf variierte sie im Verschluss und der Munitionszuführung (von oben).
Das Hotchkiss M1909 war ein luftgekühlter Gasdrucklader mit Schraubenverschluss. Der Verschluss besteht aus einer „Schließmutter“ (französisch écrou de fermeture) mit unterbrochenem Gewinde, die bei der Vorwärtsbewegung des Verschlussträgers über das Laufende gestülpt und durch ein Steuerstück nach links gedreht wird, wobei die Gewindesegmente in ihre Gegenstücke auf dem Lauf greifen und dadurch verriegeln. Es hatte eine maximale Schussweite von 3800 m und wog 12 kg. Die ersten Modelle wurden mit 30 Schuss fassenden Metallstreifen geladen, spätere Modelle mit Munitionsgurten. Die US-Modelle hatten ein Zweibein, während andere Modelle eine leichte Dreibeinlafette benutzen. Das Dreibein war an der Waffe befestigt, konnte mit ihr bewegt werden und war damit gänzlich anders als alle anderen Dreibeine dieser Zeit.

## Varianten

### Frankreich
- Hotchkiss M1909 (Hotchkiss Mle 1909, Benet-Mercie M1909). Kaliber 8 mm Lebel, 1908 eingeführt.

### Großbritannien
- Hotchkiss Mark I. Kaliber .303 British, Kavallerie, hergestellt bei Enfield

### USA
- US Automatic Machine Rifle, Caliber .30, Model of 1909. Kaliber .30-06 Springfield. Die Kadenz betrug 650 Schuss/min. Hergestellt wurden etwa 670 Waffen von der Springfield Armory und Colt’s Patent Firearms Company. Wegen des besonders Nachts äußerst schwierig einzusetzenden Blechladestreifens, erhielt die Waffe den Spitznamen Daylight Gun (Tageslicht-Waffe).[7]

## Einsatz

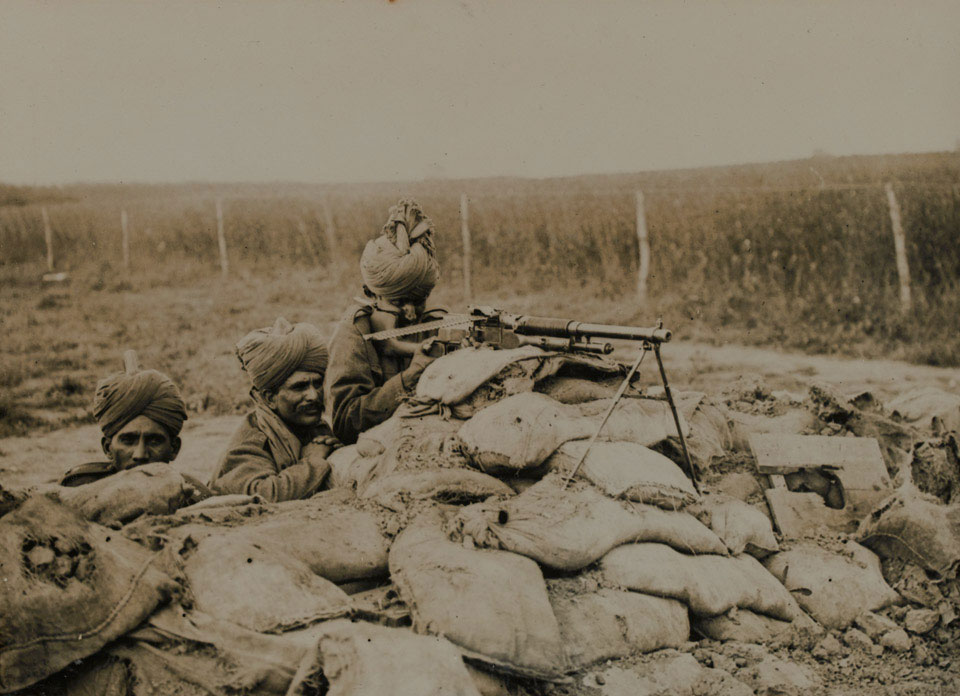
Indische Infanteristen 1914 in Flandern

Mit der Ausmusterung der handbetriebenen Gatling-Maschinengewehre aus den US-Beständen wurde sie in den USA eingeführt. Die US-Truppen setzten vier Benet-Mercie während der Pancho-Villa-Expedition in Mexico 1916–1917 (es wurden rund 20.000 Schuss abgegeben) und zu Beginn der amerikanischen Kriegsbeteiligung in Frankreich 1917 ein.
Frankreich und Großbritannien setzten das Hotchkiss M1909 während des Ersten Weltkrieges und im Zweiten Weltkrieg ein.

## Nutzer
- Frankreich
- Belgien
- Vereinigtes Königreich
- Vereinigte Staaten
- Österreich
- Australien
- Brasilien
- Irland
- Neuseeland
- Spanien
- Taiwan